# 停洞镇
停洞镇，是中华人民共和国贵州省黔东南苗族侗族自治州从江县下辖的一个乡镇级行政单位。

## 行政区划
停洞镇下辖以下地区：
停洞社区、停洞村、传洞村、归奶村、九曰村、苗朋村、加哨村、东岑村、摆也村、九挂村、架里村、高坎村、摆坟村和伶娃村。

## 中国传统村落
2013年8月，架里村被评为第二批中国传统村落。